# ピピストレル・ヴェリス・エレクトロ
ヴェリス・エレクトロ
- 用途：電動航空機
- 設計者：ピピストレル（英語版）
- 製造者：ピピストレル
- 運用者：スロベニア空軍及び防空軍
- 生産開始：2020年 - 現在

ピピストレル・ヴェリス・エレクトロ（英語: Pipistrel Velis Electro）は、スロベニアのアイドウシチナにあるピピストレルによって設計および製造された電動軽飛行機。この航空機は、2020年6月に、欧州航空安全機関(EASA) CS-LSAの完全電動型式認証を受けており、主に練習機の役割、特に飛行場での複数の連続離着陸を想定している。この設計は、初の型式証明を受けた電動航空機の完成品ですぐに飛行できる状態で提供される。

## 設計
航空機の機体は、ピピストレル・ヴェリスに基づいており、主な特徴として、ドアからアクセスできる密閉されたキャビン、カンチレバーの高翼、座席2席が並んだ構成。スティックシェイカーと固定式三輪着陸装置、トラクター構成のピピストレルE-811電気モーターを1基備える。
機体は主に複合材料で作られ、翼幅10.71 m (35.1 ft)、翼面積9.5 m2 (102 sq ft)、アスペクト比12.03：1。IMD029-b翼型は、0°、8°、19°の3ポジションフラップを装備する。
2020年5月18日に、ピピストレルE-811は、EASAによって最初に認定された電気航空機モーター。
航空機には、バッテリーの推定使用年数を表示するバッテリーマネジメントシステムが組み込まれており、また、バッテリーを充電するには独自プロトコルの充電設備を使用する必要がある。

## 運用者
- スロベニア - 2021年10月21日、スロベニア軍飛行学校に納入された[7]。

## 仕様

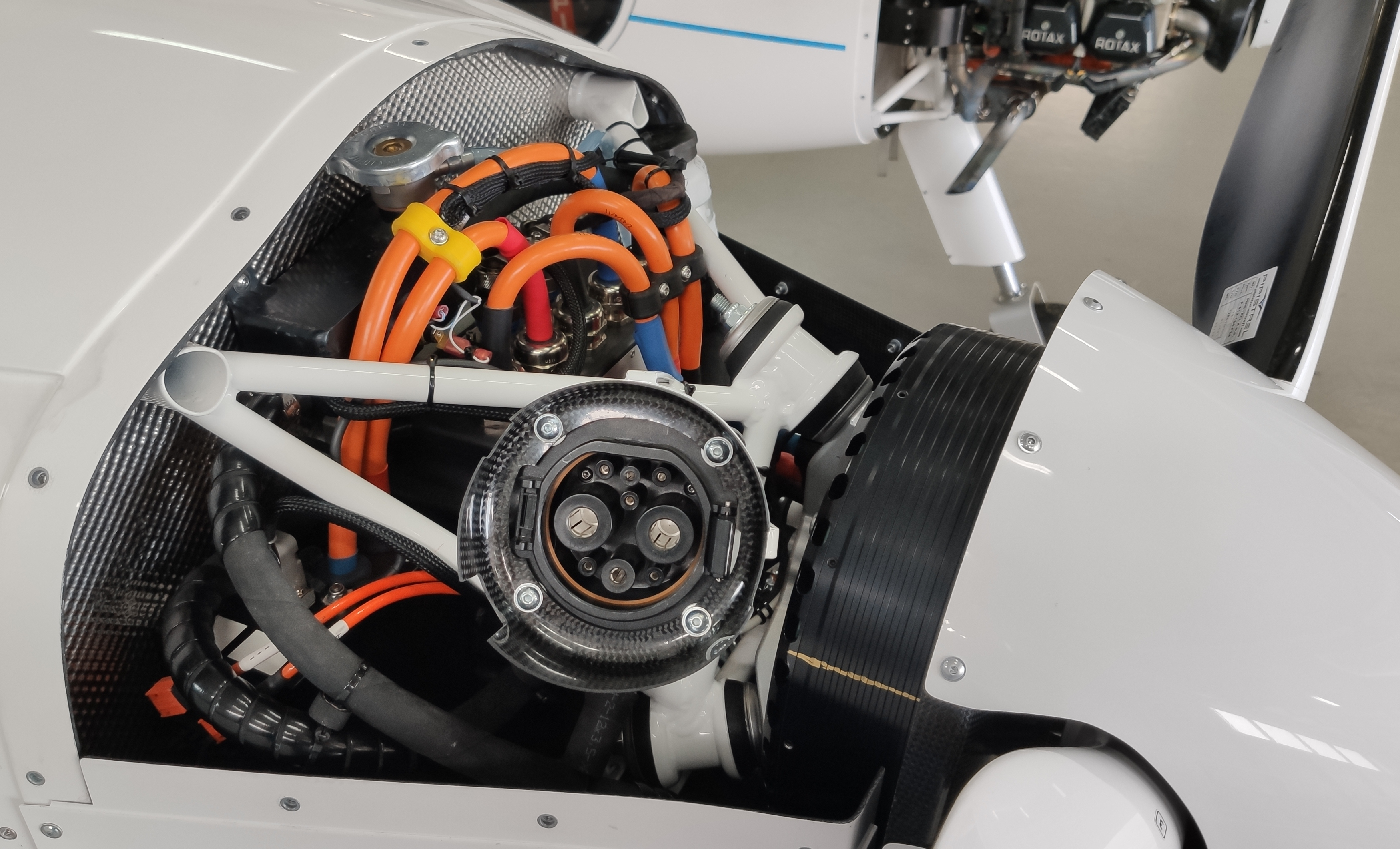
ピピストレルE-811電気モーター

出典: 
諸元
- 乗員: 1名
- 定員: 1名
- ペイロード: 172 kg
- 全長: 6.47 m
- 全高: 1.9 m

- 空虚重量: 428 kg（バッテリーを含む）
- 最大離陸重量: 600 kg

性能
- 超過禁止速度: 200 km/h
- 最大速度: 185 km/h
- 巡航速度: 167 km/h
- 失速速度: 83 km/h
- 実用上昇限度: 3,660 km
- 上昇率: 3.3 m/s
- 離陸滑走距離: 246（芝生）/241 m（アスファルト）
- 着陸滑走距離: 453（芝生）/409 m（アスファルト）
- 翼面荷重: 63.1 kg/m2
- 設計安全係数と試験済み最小値 1.875

- アビオニクス: Pipistrel EPSI 570C コックピットディスプレイシステム